# أحمد بشارة وهبة
أحمد بشارة وهبة (مواليد 1943) لاعب كرة قدم سوداني. نافس في بطولة الرجال في دورة الألعاب الأولمبية الصيفية لعام 1972.

## روابط خارجية
- أحمد بشارة وهبة على موقع الاتحاد الدولي (مؤرشف)  (الإنجليزية)
- أحمد بشارة وهبة على موقع ناشيونال فوتبول تيمز (الإنجليزية)
- أحمد بشارة وهبة على موقع أوليمبيديا (الإنجليزية)